# Storbäcktjärnen, Jämtland
Storbäcktjärnen är en sjö i Krokoms kommun i Jämtland och ingår i Indalsälvens huvudavrinningsområde. Sjön har en area på 0,0518 kvadratkilometer och ligger 810,1 meter över havet. Storbäcktjärnen ligger i Gråberget-Hotagsfjällen Natura 2000-område. Sjön avvattnas av vattendraget Storbäcken.

## Delavrinningsområde
Storbäcktjärnen ingår i det delavrinningsområde (711613-142244) som SMHI kallar för Mynnar i Gunnarvattnet. Medelhöjden är 662 meter över havet och ytan är 20,33 kvadratkilometer. Det finns inga avrinningsområden uppströms utan avrinningsområdet är högsta punkten. Storbäcken som avvattnar avrinningsområdet har biflödesordning 4, vilket innebär att vattnet flödar genom totalt 4 vattendrag innan det når havet efter 308 kilometer. Avrinningsområdet består mestadels av skog (45 procent), sankmarker (28 procent) och kalfjäll (24 procent). Avrinningsområdet har 0,19 kvadratkilometer vattenytor vilket ger det en sjöprocent på 0,9 procent.